# Liste der Kreisstraßen im Landkreis Schwandorf
Die Liste der Kreisstraßen im Landkreis Schwandorf ist eine Auflistung der Kreisstraßen im bayerischen Landkreis Schwandorf mit deren Verlauf. 

## Abkürzungen
- AS: Kreisstraße im Landkreis Amberg-Sulzbach
- CHA: Kreisstraße im Landkreis Cham
- NEW: Kreisstraße im Landkreis Neustadt an der Waldnaab
- R: Kreisstraße im Landkreis Regensburg
- SAD: Kreisstraße im Landkreis Schwandorf
- St: Staatsstraße in Bayern

## Liste
Nicht vorhandene bzw. nicht nachgewiesene Kreisstraßen werden in Kursivdruck gekennzeichnet, ebenso Straßen und Straßenabschnitte, die unabhängig vom Grund (Herabstufung zu einer Gemeindestraße oder Höherstufung) keine Kreisstraßen mehr sind.
Der Straßenverlauf wird in der Regel von Nord nach Süd und von West nach Ost angegeben.
| Nr. SAD | Verlauf |
| ------- | --- |
| SAD 1   | SAD 5 in Teublitz – SAD 8 – St 2145 – Hinterthürn – St 2150 – Bruck in der Oberpfalz – |
| SAD 2   | (AS 34 im Landkreis Amberg-Sulzbach) – Landkreisgrenze – SAD 10 – Bubach an der Naab – SAD 5 – Waltenhof – Auhof – St 2145 |
| SAD 3   | St 2151/St 2156 in Schwarzenfeld – Irrenlohe – Richt – Ettmannsdorf – SAD 5 – Krumlengenfeld – Neukirchen – SAD 10 – Eichlhof – Landkreisgrenze – (AS 7 im Landkreis Amberg-Sulzbach) |
| SAD 4   | SAD 8 – Ibenthann – Leonberg – Ponholz – |
| SAD 5   | SAD 3 – Naabsiegenhofen – Gögglbach – Naabeck – Spielberg – Strießendorf – Wiefelsdorf – SAD 2 – Waltenhof – Bubach an der Naab – Münchshofen – Teublitz – SAD 1 – SAD 8 – Maxhütte-Haidhof – Deglhof – Strieglhof – Ponholz-Nord – Almenhof – Pirkensee – Ziegelhütte – Landkreisgrenze – (R 22 im Landkreis Regensburg)                                                                          |
| SAD 6   | St 2235 in Burglengenfeld – Landkreisgrenze – (R 38 im Landkreis Regensburg) |
| SAD 7   | St 2235 in Burglengenfeld – Mossendorf – See – Landkreisgrenze – (R 36 im Landkreis Regensburg) |
| SAD 8   | in Burglengenfeld – Augustenhof – SAD 5 – Maxhütte-Haidhof – SAD 4 – Ibenthann – Meßnerskreith – SAD 1 |
| SAD 9   | SAD 19 in Freihöls – Charlottenhof – Wackersdorf – Heselbach – Steinberg am See – St 2145 |
| SAD 10  | SAD 3 – Witzlarn – Kirchenbuch – SAD 2 – Pottenstetten – St 2235 in Burglengenfeld |
| SAD 11  | St 2145/St 2149/St 2150 in Nittenau – Bodenstein – SAD 12 – Tiefenbach – Landkreisgrenze – (CHA 27 im Landkreis Cham) |
| SAD 12  | SAD 11 in Bodenstein – St 2145 |
| SAD 13  | St 2398 – Wutzelskühn – Penting – Egelsried – Jagenried – Neukirchen-Balbini – St 2150 – Grottenthal – Landkreisgrenze – (CHA 23 im Landkreis Cham) |
| SAD 14  | St 2398 in Blechhammer – – Landkreisgrenze – (CHA 28 im Landkreis Cham) – Landkreisgrenze – ohne Ort, ohne Abzweig einer klassifizierten Straße – Landkreisgrenze – (CHA 28 im Landkreis Cham) |
| SAD 15  | St 2149 in Obermainsbach – St 2145 – Thann – St 2150 |
| SAD 16  | – Kaltenbrunn – St 2398 in Bodenwöhr |
| SAD 18  | St 2151 in Fuhrn – Hofenstetten – Altenschwand – in Neuenschwand |
| SAD 19  | SAD 22 – Freihöls – SAD 9 – Holzhaus – St 2151 |
| SAD 20  | (AS 8 im Landkreis Amberg-Sulzbach) – Landkreisgrenze – SAD 21 – Haselbach – Irlbach – / |
| SAD 21  | St 2151 – Freihöls – Landkreisgrenze – (AS 24 im Landkreis Amberg-Sulzbach) – Landkreisgrenze – Dauching – SAD 20 – Haselbach – Krumbach – SAD 3 in Neukirchen |
| SAD 22  | St 2151 – Asbach – Lindenlohe – SAD 19 – Fronberg – /St 2397 in Schwandorf |
| SAD 23  | St 2040 – Säulnhof – St 2156 in Grafenricht |
| SAD 24  | St 2040 in Schmidgaden – Dürnsricht – St 2151 |
| SAD 25  | (NEW 41 im Landkreis Neustadt an der Waldnaab) – Landkreisgrenze – SAD 29 – Alletshof – Kötschdorf – SAD 30 – Wernberg – St 2657 – St 2399 – Unterköblitz – Damelsdorf – Saltendorf – SAD 54 – Friedersdorf – Landkreisgrenze – (AS 33 im Landkreis Amberg-Sulzbach) – Landkreisgrenze – Gösselsdorf – Inzendorf – SAD 26 – Rottendorf – Trisching – St 2040 – Wolfring – St 2151 in Wolfringmühle |
| SAD 26  | SAD 25 in Inzendorf – Kadermühle – Lissenthan – SAD 27 – Bergelshof – St 2040 |
| SAD 27  | SAD 28 – Passelsdorf – Diepoltshof – SAD 26 in Lissenthan |
| SAD 28  | (AS 32 im Landkreis Amberg-Sulzbach) – Landkreisgrenze – Windpaißing – SAD 27 – St 2040 in Nabburg |
| SAD 29  | (NEW 17 im Landkreis Neustadt an der Waldnaab) – Landkreisgrenze – SAD 25 |
| SAD 30  | SAD 25 – Schiltern – Losau – Söllitz – SAD 31 – Köttlitz – Trausnitz – St 2157 |
| SAD 31  | (NEW 42 im Landkreis Neustadt an der Waldnaab) – Landkreisgrenze – Söllitz – SAD 30 – Weihern – SAD 32 – St 2657 |
| SAD 32  | St 2657 in Wernberg – SAD 31 – Weihern – St 2157 in Stein an der Pfreimd |
| SAD 34  | St 2157 – Löffelsberg – Hohentreswitz – Pamsendorf – SAD 36 – Trefnitz – St 2156 |
| SAD 35  | St 2157 – SAD 36 – Bernhof – SAD 38 – Lampenricht – Boxmühle – |
| SAD 36  | St 2156 in Diendorf – Haselhof – Grubhof – SAD 34 – Pamsendorf – SAD 35 |
| SAD 37  | St 2040 in Diendorf – St 2159 – Schwarzach bei Nabburg – Unterauerbach – Mitterauerbach – Oberauerbach – SAD 40 – Pettendorf – Katzdorf – St 2398 in Neunburg vorm Wald |
| SAD 38  | SAD 35 in Bernhof – Kohlmühle bei Bernhof – Gleiritsch – Steinach – Trichenricht – St 2156 – Pischdorf – SAD 39 – Guteneck – Unterkatzbach – St 2040 – St 2159 in Willhof |
| SAD 39  | St 2156 – SAD 38 – Oberkatzbach – St 2159 |
| SAD 40  | St 2398 – SAD 43 – Denglarn – Haag bei Schwarzhofen – Krimling – Schwarzhofen – St 2040 – Häuslern – SAD 37 – Geratshofen – Lengfeld – St 2151 – Pissau – St 2398 |
| SAD 41  | (NEW 39 im Landkreis Neustadt an der Waldnaab) – Landkreisgrenze – Ödmiesbach – SAD 42 in Teunz |
| SAD 42  | /St 2156 – Teunz – SAD 41 – SAD 43 – Hof – SAD 44 – St 2159 in Oberviechtach |
| SAD 43  | (NEW 35 im Landkreis Neustadt an der Waldnaab) – Landkreisgrenze – Wildstein – Höcherlmühle – Kühried – Kühriedermühle – Tannenschleife – Fuchsberg – Teunz – SAD 42 – Niedermurach – St 2159 – Sallach – Altweichelau – SAD 40 |
| SAD 44  | SAD 42 in Oberviechtach – Schlüsselhof – Wildeppenried – Pullenried – St 2160 – Brandhäuser – Unterlangau – SAD 45 – Schwand – St 2159 in Schönsee |
| SAD 45  | (NEW 34 im Landkreis Neustadt an der Waldnaab) – Landkreisgrenze – Oberlangau – Mitterlangau – SAD 44 |
| SAD 47  | St 2398 – Katharinenthal – Tradhof – Kulz – St 2152 in Winklarn |
| SAD 48  | St 2040 in Neunburg vorm Wald – Kröblitz – Neumurnthal – Untermurnthal – Mittermurnthal – Obermurnthal – Vormurnthal – Jedesbachermühle – Frankenthal – Reimersäge – Thanstein – Hebersdorf – Landkreisgrenze – (CHA 34 im Landkreis Cham) |
| SAD 49  | St 2040 in Neunburg vorm Wald – St 2151 – Diendorf – Gütenland – Seebarn – Sankt Leonhard – Landkreisgrenze – (CHA 33 im Landkreis Cham) |
| SAD 51  | St 2160 – Muschenried – Landkreisgrenze – (CHA 35 im Landkreis Cham) |
| SAD 52  | St 2159 in Schwarzach – Landkreisgrenze – (CHA 52 im Landkreis Cham) |
| SAD 53  | (AS 29 im Landkreis Amberg-Sulzbach) – Landkreisgrenze – Högling – Landkreisgrenze – (AS 29 im Landkreis Amberg-Sulzbach) |
| SAD 54  | – St 2399 – Neunaigen – SAD 25 – Saltendorf – Iffelsdorf – Pfreimd – St 2157 – Perschen – St 2040 in Nabburg |